# ويليام دبليو. مورو
ويليام دبليو. مورو (بالإنجليزية: William W. Morrow)‏ هو محامي وقاضي وسياسي أمريكي، ولد في 15 يوليو 1843، وتوفي في 24 يوليو 1929 في سان فرانسيسكو في الولايات المتحدة. حزبياً، نشط في الحزب الجمهوري. وقد انتخب قاضي محكمة الاستئناف الأمريكية للدائرة الاتحادية وانتخب عضو مجلس النواب الأمريكي.